# 沙烏地阿拉伯美國僑民
沙烏地阿拉伯有着人數約35,000人的美國僑民社區。大部分在沙地的美國僑民在石油業工作，也有不少在建築和金融部門工作。
許多西方人，包括美國人，為了“免稅工資”來到沙地生活和工作。他們通常居住在配有豪華設施的住宅社區，與當地阿拉伯穆斯林分開。
沙地最大的美國僑民社區位於首都利雅得，而多數跨國公司的總部則設在紅海港口城市吉達。在東部城市達曼、胡拜爾和宰赫蘭也都有較小的美國僑民社區，這些地方的美國僑民通常服務於當地油田。
沙特阿拉伯有約5000名美軍官兵駐守（這正是賓拉登反沙烏地阿拉伯王室的緣由之一）。
居住在沙地的美國僑民多數信仰天主教和新教，也有部分信仰伊斯蘭教。